# ناصرآباد (گوهرکوه)
ناصرآباد روستایی در دهستان شیرآباد بخش گوهرکوه شهرستان تفتان استان سیستان و بلوچستان ایران است.

## جمعیت
بر پایه سرشماری عمومی نفوس و مسکن در سال ۱۳۹۵ جمعیت این روستا ۱۷ نفر (۶خانوار) بوده‌است.